# Meurtres en eaux troubles
Pour les articles homonymes, voir En eaux troubles.
Meurtres en eaux troubles (Die Toten vom Bodensee) est une série télévisée policière austro-allemande diffusée depuis le 11 octobre 2014 sur ORF et le 3 novembre 2014 sur ZDF. 
Les tournages s'effectuent dans les environs de Bregenz (Autriche) et de Lindau (Allemagne).
En France, la série est diffusée sur France 3 depuis 2019.

## Synopsis
La série raconte des enquêtes sur des homicides commis des deux côtés du lac de Constance (Bodensee), faisant ainsi collaborer l'inspectrice-détective de la police criminelle autrichienne Hannah Zeiler avec l'inspecteur en chef de la police criminelle allemande Micha Oberländer.

## Distribution

### Acteurs principaux
- Matthias Koeberlin (VF : Alexis Victor) : Micha Oberländer inspecteur en chef
- Nora Waldstätten (VF : Flora Brunier) : Hannah Zeiler, inspectrice-détective
- Hary Prinz (de) (VF : Jean-Pascal Quilichini) : Thomas Komlatschek, inspecteur en chef
- Stefan Pohl (de) (VF : Rémi Caillebot) : Thomas Egger
- Fiona Neumeier : Luna Oberländer
- Inez Bjørg David (VF : Juliette Poissonnier) : Kim Oberländer
- Peter Kremer : Karsten Brandstätter
- Christopher Schärf (de) (VF : Thibault Lacour) : Raphael Stadler
- Alina Fritsch (de) : Luisa Hoffmann, inspectrice du département (depuis l'épisode 16)

 Source et légende : version française (VF) sur RS Doublage

## Épisodes
1. La Malédiction des dieux (Das Rätsel der keltischen Maske) (ORF : 11 octobre 2014, ZDF : 3 novembre 2014, France 3 : 4 août 2019)
2. Le Secret de la forêt (Familiengeheimnis) (ORF : 4 mars 2015, ZDF : 16 mars 2015, France 3 : 4 août 2019)
3. La Somnambule (Stille Wasser) (ORF : 2 avril 2016, ZDF : 18 avril 2016, France 3 : 11 août 2019)
4. L'Enlèvement de la mariée (Die Braut) (ORF : 9 mars 2017, ZDF : 1er mai 2017, France 3 : 11 août 2019)
5. La Momie de cire (Abgrundtief) (ORF : 15 mars 2017, ZDF : 2 octobre 2017, France 3 : 18 août 2019)
6. Le Mort vivant (Der Wiederkehrer) (ORF : 13 janvier 2018, ZDF : 22 janvier 2018, France 3 : 18 août 2019)
7. La Quatrième femme (Die vierte Frau) (ORF : 3 février 2018, ZDF : 1er octobre 2018, France 3 : 25 août 2019)
8. Crime rituel (Der Stumpengang) (ORF : 3 février 2019, ZDF : 4 février 2019, France 3 : 18 avril 2021)
9. La Sirène (Die Meerjungfrau) (ORF : 9 octobre 2019, ZDF : 21 octobre 2019, France 3 : 25 avril 2021)
10. Le Trésor de la peste noire (Fluch aus der Tiefe) (ORF : 2 janvier 2020, ZDF : 10 février 2020, France 3 : 2 mai 2021)
11. Le Meurtre du Saint-Sang (Der Blutritt) (ORF : 2 septembre 2020, ZDF : 7 septembre 2020, France 3 : 2 janvier 2022)
12. La villa hantée (Der Wegspuk) (ORF : 30 décembre 2020, ZDF : 18 janvier 2021, France 3 : 9 janvier 2022)
13. Le cercle de l'âme (Der Seelenkreis) (ORF : 20 octobre 2021, ZDF : 1er novembre 2021, France 3 : 16 janvier 2022)
14. La Vengeance aux deux visages (Das zweite Gesicht) (ORF : 9 janvier 2022, ZDF : 10 janvier 2022, France 3 : 29 janvier 2023)
15. Parmi les loups (Unter Wölfen) (ORF : 7 novembre 2022, ZDF : 1er novembre 2022, France 3 : 5 février 2023)
16. Némésis (Nemesis) (ORF : 5 février 2023, ZDF : 5 février 2023, France 3 : 7 janvier 2024)
17. Visions (Der Nachtalb) (ORF : 17 septembre 2023, ZDF : 9 octobre 2023, France 3 : 14 janvier 2024)
18. À bout de souffle (Atemlos) (ORF : 2 janvier 2024, ZDF : 15 janvier 2024, France 3 : 23 février 2025)
19. Le Messie (Die Messias) (ORF : 25 février 2024, ZDF : 4 mars 2024, France 3 : 2 mars 2025)
20. Solana Nigrum (Der Nachtschatten) (ORF : 30 décembre 2024, ZDF : 30 décembre 2024, France 3 : 9 mars 2025)
21. (Die Medusa) (ORF : 13 janvier 2025, ZDF : 13 janvier 2025)
22. (Das Geisterschiff)
23. (Der Wunschbaum[)

## Personnages

### Micha Oberländer
Micha Oberländer est un inspecteur en chef allemand, qui vit et travaille près de Lindau avec sa femme Kim et leur fille Luna. Il fait souvent passer son travail avant sa famille, ce qui conduit souvent à des disputes entre les époux. Bien que lui et sa collègue autrichienne Hannah Zeiler soient fondamentalement différents, ils se complètent en tant qu'équipiers. La marque de fabrique d'Oberländer est son vieux Volkswagen Combi de 1966 de couleur turquoise et blanche, qu'il utilise également en service et dans lequel il dort parfois lorsqu'il a des ennuis avec sa femme. Il obtient en cas de besoin le prêt de la voiture de service de son collègue de Bregenz Thomas Komlatschek. Il a aussi obtenu le prêt du bateau d'Hannah Zeiler dont il se sert comme domicile.

### Hannah Zeiler
L’inspectrice autrichienne Hannah Zeiler est une enquêtrice criminelle transfrontalière avec son collègue allemand Oberländer. Quand elle avait 12 ans, le yacht parental a chaviré lors d'une tempête sur le lac de Constance. Hannah a été sauvée mais son père n’a pas laissé de ses nouvelles pendant des décennies. Zeiler est sérieuse et distante, elle est solitaire, et elle souffre de cauchemars récurrents depuis l’expérience qu’elle a vécue avec ses parents. En service également, elle ne conduit que des motos dont une Guzzi Nuovo Falcone (it) de 1971, à moins qu’elle ne soit passagère du véhicule d'Oberländer. Dans le sixième épisode (Le Mort vivant), les mystères de l’accident de bateau de son enfance sont résolus.

### Luisa Hoffmann
La nouvelle collègue autrichienne fait irruption presque inopinément au début d'une nouvelle enquête pour meurtre (Némésis) et pense d'abord qu'Oberländer est  « un homme plus âgé » qui harcèle une jeune femme. Oberländer est plutôt ennuyé par ses propos. Il pense également qu'elle est surqualifiée. Elle a été transférée au commissaire germano-autrichien chargé de la lutte contre la criminalité en tant que nouvelle inspectrice du département ; elle travaillait auparavant à Vienne. Elle y a cependant rencontré des difficultés, comme on l'apprend dans l'épisode Visions (Der Nachtalb). Elle aime rouler sur son vélo de course aussi bien à titre privé qu'au travail, qu'elle transporte également dans son véhicule lorsqu'elle et Oberländer voyagent ensemble.

## Tournages
Les tournages ont lieu du côté allemand comme du côté autrichien du lac de Constance, notamment à Lindau et à Bregenz. Les lieux de tournage récurrents sont par exemple le Bureau de la lutte contre la criminalité germano-autrichienne. Son décor est constitué par les anciens bureaux d’une entreprise de construction à Lauterach (Vorarlberg). Le tournage a aussi lieu dans l'Hôpital d’État  de Feldkirch (de) à Feldkirch (Vorarlberg) pour les scènes de médecine légale.